# 敷津長吉線

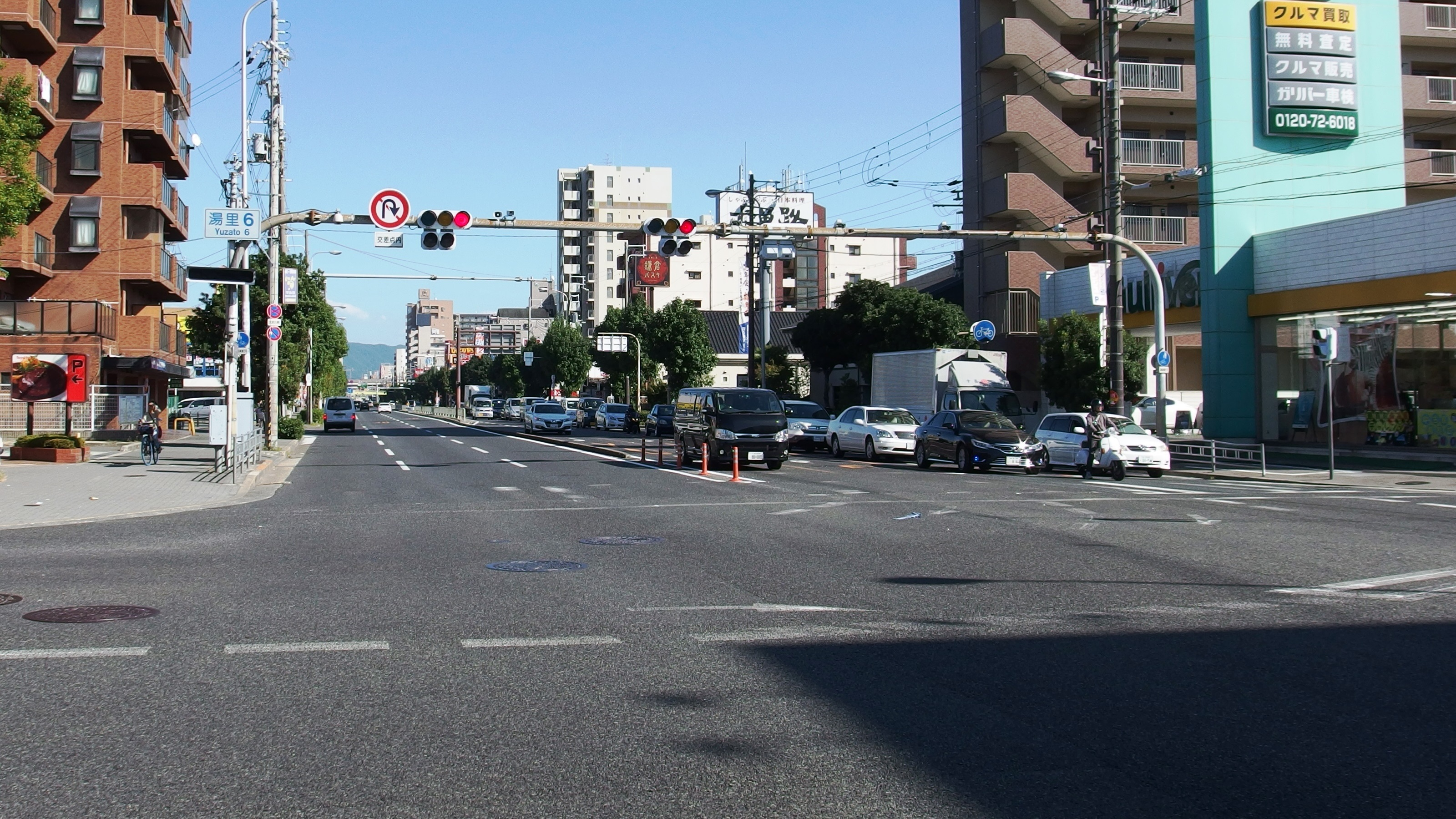
湯里6丁目交差点
敷津長吉線が実現し、かつ今里筋線の今里以南が延伸開業した場合、当交差点地下で両線は接続することになる

敷津長吉線（しきつながよしせん）は、大阪市住之江区の住之江公園駅から同市平野区の喜連瓜破駅までを結ぶ、大阪市交通局（現・大阪市高速電気軌道〈Osaka Metro〉）が計画した大阪市営地下鉄の鉄道路線（未成線）である。

## 概要
大阪市の「交通事業の設置等に関する条例」（大阪市交通局の民営化に伴い廃止）に定められていた9路線153kmのうち未着手となっている部分の一つ。もし建設され完成すれば、2006年（平成18年）12月24日に開業した今里筋線とともに大阪環状線の内側を通らない地下鉄となる。
敷津長吉線が計画されている地域は、大阪市の南部（具体的には住之江区・住吉区・東住吉区・平野区）にあって長く東西の交通が他の大阪市域と比べてやや不便であったため、この路線の建設は該当地域の住民が長く切望し続けていた事業案である。
長居公園通の地下を通る計画で、途中駅の数・設置位置・名称は他の地下鉄路線との接続駅が設けられるとされるのみで未定である。また、規格については南港ポートタウン線を延伸し、案内軌条式の新交通システムとする案もあったが、立地条件の都合で見送られており、長堀鶴見緑地線や今里筋線と同じ鉄輪式リニアモーターミニ地下鉄となると見られている。
2013年（平成25年）4月1日の大阪市営バス（現・大阪シティバス）の路線再編により、同バス4号系統の運行区間が地下鉄住之江公園 - 出戸バスターミナル間に変更され、この路線と同一ルート（地下鉄喜連瓜破 - 出戸バスターミナル間は谷町線）を走行することになった。

## 建設への見通し
1989年（平成元年）の運輸政策審議会答申第10号では「今後整備を検討すべき路線」として示されていたが、2004年（平成16年）10月に出された近畿地方交通審議会答申第8号の「中長期的に望まれる鉄道ネットワークを構成する新たな路線」には含まれていない。

## 接続路線
- 住之江公園駅：Osaka Metro四つ橋線・Osaka Metro南港ポートタウン線
- 長居駅：Osaka Metro御堂筋線・JR阪和線
- 湯里六丁目駅（仮称）：Osaka Metro今里筋線（今里 - 湯里六丁目間が計画中）
- 喜連瓜破駅：Osaka Metro谷町線